# Litoria raniformis
Litoria raniformis (growling grass frog) es una especie de anfibio anuro del género Litoria, de la familia Hylidae.

## Distribución geográfica
Es originaria de Australia.